# Lino Cauzzo
Lino Cauzzo (né le 3 février 1924 à Cadoneghe en Vénétie et mort à une date inconnue) est un joueur italien de football, qui évoluait au poste de milieu de terrain.
Au cours de sa carrière, Lino Cauzzo a joué avec les clubs de l'Associazione Calcio Cuneo 1905, de la Juventus (avec qui il joue son premier match de Serie A, le 8 juin 1947 lors d'une victoire 3-0 sur la Sampdoria), de Venise, de l'US Lecce, et enfin de la Società Sportiva Barletta Calcio.

## Palmarès
Juventus
- Championnat d'Italie :
  - Vice-champion : 1946-47.